# Diamante de Echeverría
Diamante de Echeverría är en ort i Mexiko.   Den ligger i kommunen La Concordia och delstaten Chiapas, i den sydöstra delen av landet, 800 km sydost om huvudstaden Mexico City. Diamante de Echeverría ligger 581 meter över havet och antalet invånare är 2 157.
Terrängen runt Diamante de Echeverría är kuperad åt nordväst, men åt sydost är den platt. Runt Diamante de Echeverría är det glesbefolkat, med 19 invånare per kvadratkilometer. Närmaste större samhälle är El Ámbar, 5,3 km öster om Diamante de Echeverría. Omgivningarna runt Diamante de Echeverría är en mosaik av jordbruksmark och naturlig växtlighet.